# Make ICI
 (janvier 2021).
Make ICI est un réseau français de manufactures collaboratives dédiées à l’artisanat d’art, au design et à la fabrication numérique afin d'aider les entrepreneurs de ces activités à apprendre, lancer et développer leur activité économique. Fondé par Nicolas et Christine Bard, il compte six manufactures ainsi que deux fab labs.

## Historique
En 2012, Nicolas et Christine Bard créent la première manufacture ICI Montreuil dans une ancienne usine d'outillage à Montreuil: les usines Dufour qui ont cessé leurs activités en 1981. La localisation est choisie en raison de la proportion élevée d'artistes et artisans par rapport à la population active et aussi car Montreuil a toujours été une ville productive.
Après un lancement difficile, ICI Montreuil est viable à la fin de sa deuxième année d'activité[réf. souhaitée].
En 2017, ouvre un fab lab à Aix-en-Provence, dans thecamp, sur un campus dédié aux nouvelles technologies. Suivent ICI Marseille en 2018, ICI Nantes[source insuffisante] et un deuxième fablab à Montreuil en 2019[source insuffisante] puis, la Manufacture du Puy en Velay dans le village AFPA de Blavozy en 2020 en association avec l'AFPA. 
En 2019, une levée de fonds de 1,6 million d'euros est réalisée dans le but de développer un réseau en France. Plusieurs fonds d'investissements décident de soutenir le développement de la structure dont la Banque des Territoires.  
Fin 2021, une sixième « manufacture » ouvre dans la métropole lilloise : ICI Wasquehal[réf. souhaitée].

## Activités
Avec une dynamique d'économie collaborative, chacune des manufactures met à disposition des résidents — en échange d'un abonnement mensuel — un espace d’ateliers partagés différenciés en fonction des matériaux (par exemple, bois, céramique textile , etc.) ainsi que des équipements communs,,. Des formations à destination des personnes en reconversion, réinsertion ou recherche d'emploi sont également proposées. Celles-ci ont été labellisées « Grande Ecole du Numérique ».